# Iraq National Oil Company
La Compañía Nacional de Petróleo de Irak (en inglés: Iraq National Oil Company, INOC), fue fundada en 1966 por el gobierno iraquí. Es apta para operar todos los aspectos de la industria petrolera en Irak, excepto para refinar, lo que ya estaba siendo ejecutado por la Administración de Refinerías de Petróleo (1952) y la distribución local, que también estaba bajo control del gobierno.
En 1961, Irak aprobó la Ley Pública 80 según la cual Irak expropiaba el 95% de las concesiones de la Turkish Petroleum Company, y anunció la intención de formar la INOC en 1964. En 1967, Irak y la Unión Soviética firmaron el Protocolo Soviético-Iraquí que comprometía a la Unión Soviética a prestar ayuda técnica y financiera a la empresa. En 1967 y 1968 la competencia de la empresa se expandió para incluir las áreas expropiadas a la Turkish Petroleum Company.
A diferencia de la National Iranian Oil Company, a la INOC se le prohibió entrar en asociaciones u otorgar concesiones a empresas petroleras extranjeras. Aunque se habló de permitir que la francesa Compagnie Française de Pétroles, que se había apropiado del campo Rumaila, entrara en un contrato para desarrollar el campo, en última instancia, con la ayuda de la Unión Soviética, la INOC abrió el campo el 7 de abril de 1972.
En 1972, la nacionalización fue completada.